# Eignungsuntersuchung
Eine Eignungsuntersuchung ist ein spezieller militärischer Einstellungstest.

## Deutschland
Die Eignungsuntersuchung und -feststellung (EUF)  ist eine computergestützte Eignungsuntersuchung der Bundeswehr zur Feststellung der Verwendbarkeit etwaiger zukünftiger Soldaten und soll neben der Verwendungsfähigkeitsuntersuchung ermitteln, ob diese dem Tauglichkeitsgrad T1 oder T2 zugeordnet werden.
Hierbei werden verschiedene Tests absolviert, 
- Matrizentest
- Kopfrechnen
- Logiktests (Wortbeziehung)
- Rechtschreibung
- Geschwindigkeit, Reaktion

Geschwindigkeit und Reaktion werden z. B. geprüft durch 
- Erkennen und Eingeben von Morsecodes (lang, kurz, lang, kurz) – sehen, merken und korrekt eintippen
- präzises und schnelles Umgehen mit dem Joystick (ein Quadrat deckungsgleich über ein vorgegebenes anderes Quadrat legen)

## Österreich
Im Österreichischen Bundesheer findet die so genannte Eignungsprüfung im Rahmen der Aufnahmeverfahren für Berufssoldaten statt. Die körperlichen Anforderung sind für alle Kandidaten gleich, die psychische Leistungsfähigkeit ist maßgeblich für die entsprechende Tauglichkeitsstufe (Mannschafts-, Unteroffiziers- und Offizierstauglichkeit). Da der Test durchgehend 24 Stunden dauert, ist er ein Belastungstest und innerhalb dieser Zeit werden, neben der sportlichen Überprüfung, verschiedenste Tests durchgeführt. Neben Logiktests, Kopfrechnen, Rechtschreibung und Matrizentests wird auch die Fähigkeit im Umgang mit Menschen, das Präsentieren der eigenen Person vor einer Gruppe sowie die Merkfähigkeit unter ungünstigen Umständen (während eines Marsches) geprüft.
Eine medizinische Untersuchung findet nur bei weiblichen Kandidaten sowie bei denjenigen Kandidaten statt, deren medizinische Untersuchung im Rahmen des Stellungstermins länger als zwei Jahre zurückliegt.
siehe auch: Einjährig-Freiwilliger, KFOR